# Slătioara (okręg Marmarosz)
Slătioara – wieś w Rumunii, w okręgu Marmarosz, w gminie Strâmtura. W 2011 roku liczyła 513 mieszkańców.